# Conde de Alte
Conde de Alte é um título nobiliárquico criado por D. Luís I de Portugal, por Decreto de 4 de Junho de 1868 e Carta de 12 de Setembro de 1870, em favor de João Carlos da Franca e Horta Teles Machado, antes 1.º Visconde de Alte.
Titulares
1. João Carlos da Franca e Horta Teles Machado, 1.º Visconde e 1.º Conde de Alte.

Após a Implantação da República Portuguesa, e com o fim do sistema nobiliárquico, usaram o título: 
1. João Carlos da Franca e Horta Machado, 2.º Conde de Alte, 2.º Conde de Marim;
2. António da Franca de Mello de Horta Machado, 3.º Visconde e 3.º Conde de Alte, 3.º Conde de Marim, 2.º Conde de Selir.[2]